# Parafia św. Marcina w Owczarach
Parafia św. Marcina w Owczarach – znajduje się w dekanacie  Wiązów w archidiecezji wrocławskiej. Erygowana w XIV wieku.
Obsługiwana przez księży archidiecezjalnych. Jej proboszczem jest ks. mgr Janusz Durlik.
Miejscowości należące do parafii: Bierzów, Jankowice Małe, Łukowice Brzeskie i Owczary.

## Parafialne księgi metrykalne
| Księgi metrykalne | Okres ewidencji |
| ----------------- | --------------- |
| chrztów           | 1946 -          |
| ślubów            | 1946 -          |
| zgonów            | 1946 -          |